# Joan Lacomba i Guillot
Joan Lacomba i Guillot (València, al barri del Cabanyal, 8 de desembre de 1900 — València, 20 de febrer de 1964) va ser un poeta, dramaturg i mestre valencià que escrigué tant en llengua catalana com en llengua castellana. Participà en diferents mitjans de la premsa valenciana en seccions de crítica d'art. En el seu llibre de poemes Los niños cantan va ser adaptat amb música per Manuel Palau i Boix.

## Obres

### Poesia

#### En català
- Jocs d'alfils (1935)
- Els poemes quotidians (1959)
- L'any (1960)

#### En castellà
- Los niños cantan (1936)
- Libertad feliz (1937)
- Los cuatro horizontes (1938)
- Desnuda verdad (1939)
- Primavera sencilla (1939)
- Viento del destino (1954)

### Teatre
- Hombre en el sueño (1938)
- Teatro épico infantil (1938)

### D'altres
- Aportación valenciana a la poesía de este siglo (1952)